# Euselasia uria
Euselasia uria is een vlindersoort uit de familie van de prachtvlinders (Riodinidae), onderfamilie Euselasiinae.
Euselasia uria werd in 1853 beschreven door Hewitson.